# نهائي كأس أوكرانيا 2025
نهائي كأس أوكرانيا 2025 هي المباراة النهائية الثانية والثلاثين لمسابقة كأس كرة القدم الأوكرانية السنوية. أقيمت المباراة في 14 مايو 2024 في ملعب تسينترالني ‏ في جيتومير. هذه هي المرة الأولى التي تقام فيها نهائيات الكأس في جيتومير.

## الطريق إلى النهائي
ملحوظة: في جميع النتائج أدناه، يتم إعطاء نتيجة المتأهل للنهائي أولاً (د: على أرضه؛ خ: خارج أرضه؛ م: محايد).
| شاختار دونيتسك    | شاختار دونيتسك   | الجولة                            | دينامو كييف         | دينامو كييف      |
| ----------------- | ---------------- | --------------------------------- | ------------------- | ---------------- |
| الخصم             | النتيجة          | كأس أوكرانيا 2024–25 [الإنجليزية] | الخصم               | النتيجة          |
| زوريا لوغانسك     | 1–0 (م)          | دور الـ16                         | فورسكلا بولتافا     | 2–1 (خ) (ب.و.إ.) |
| نادي أوليكساندريا | 1–0 (خ) (ب.و.إ.) | ربع النهائي                       | روخ لفيف            | 1–0 (خ)          |
| بوليسيا جيتومير ‏  | 1–0 (خ) (ب.و.إ.) | نصف النهائي                       | بوكوفينا تشيرنيفتسي | 4–1 (م)          |

### شاختار دونيتسك
كفريق من الدوري الإنجليزي الممتاز، بدأ شاختار دونيتسك مشواره في دور الستة عشر، حيث واجه زوريا لوغانسك وفاز 1-0 على ملعب أرينا لفيف في لفيف بفضل هدف في منتصف الشوط الأول من تراوري. وبسبب العدوان الروسي المستمر ضد أوكرانيا، اضطر الفريقان للعب بعيدا عن مدينتيهما، حيث يستضيف شاختار فريق زوريا في لفيف. وفي ربع النهائي، واجهوا نادي أوليكساندريا وفازوا 1-0 في الوقت الإضافي في مجمع نيكا للحفلات الموسيقية والرياضة ‏ في أوليكساندريا بهدف من كيفن. وفي الدور نصف النهائي، واجهوا فريق بوليسيا جيتومير ‏ وفازوا 1-0 في الوقت الإضافي على ملعب تسينترالني ميسكي ‏ في جيتومير بفضل هدف متأخر من أليسون.

### دينامو كييف
كفريق من الدوري الإنجليزي الممتاز، بدأ دينامو كييف في دور الستة عشر، حيث أوقعته القرعة خارج أرضه في نهائي الكأس الموسم الماضي فورسكلا بولتافا وفاز 2-1 في الوقت الإضافي على ملعب فورسكلا في بولتافا بفضل أهداف جيريرو (ركلة جزاء) وفانات. وفي ربع النهائي، واجهوا روخ لفيف وفازوا 1-0 على ملعب أرينا لفيف في لفيف بهدف في وقت متأخر من الشوط الأول عن طريق بيكاليونوك. وفي الدور نصف النهائي، واجهوا بوكوفينا تشيرنيفتسي وفازوا 4-1 على ملعب أوكرانيا في لفيف بفضل أهداف فولوشين، بوبوف، برازكو (ركلة جزاء) وشابارينكو.

## اللقاءات السابقة
كان اللقاء بين دينامو وشاختار بمثابة منافسة رئيسية منذ ثلاثينيات القرن الماضي عندما لعب كلا الناديين في المسابقات السوفيتية. أما فيما يتعلق بمسابقات الكأس المحلية، فقد التقى الناديان ثلاث مرات في كأس الاتحاد السوفيتي (1968، 1978، 1985) و16 مرة في كأس أوكرانيا (2002، 2003، 2005، 2007، 2008، 2009 (مرتين)، 2011 (مرتين)، 2012، 2014، 2015، 2017، 2018، 2019 (مرتين)). وفي المباراة النهائية، التقى دينامو وشاختار مرتين في كأس الاتحاد السوفيتي و10 مرات في كأس أوكرانيا. وكجزء من كأس أوكرانيا، أقيمت مباراتهما النهائية الأولى معًا في عام 2002 في كييف بحضور 81،000 متفرج. فاز دينامو بستة من أصل 10 نهائيات. من بين 32 نهائيًا لكأس أوكرانيا، لم يشارك أي من الناديين في 3 نهائيات فقط.

### الفرق المتأهلة إلى نهائيات المسابقة
| الفريق         | المشاركات السابقة في النهائيات (يشير الخط العريض إلى الفائزين)                                                              |
| -------------- | --- |
| شاختار دونيتسك | 20 (1995، 1997، 2001، 2002، 2003، 2004، 2005، 2007، 2008، 2009، 2011، 2012، 2013، 2014، 2015، 2016، 2017، 2018، 2019، 2024) |
| دينامو كييف    | 18 (1993، 1996، 1998، 1999، 2000، 2002، 2003، 2005، 2006، 2007، 2008، 2011، 2014، 2015، 2017، 2018، 2020، 2021)             |

## المباراة

### الملخص
قرب نهاية الشوط الأول، تقدم دينامو كييف بهدف عن طريق لاعبه المخضرم أندري يارمولينكو الذي سدد كرة عرضية من الجهة اليسرى من فلاديسلاف دوبينتشاك ‏ داخل منطقة الجزاء. في سن 35، أصبح يارمولينكو أكبر لاعب سنًا يسجل في نهائيات كأس أوكرانيا. في منتصف الشوط الثاني، سجل الوافد الجديد إلى شاختار كوا إلياس ‏، الذي دخل كبديل لإيغينالدو، هدف التعادل بعد تلقيه تمريرة من أليسون سانتانا. وكان هذا الهدف الأول لإلياس لصالح شاختار. كما أصبح إلياس أصغر لاعب يسجل هدفًا في المباراة النهائية والحادي عشر من البرازيل الذي يفعل ذلك.
وبعد الوقت الإضافي، لم تتغير نتيجة المباراة، وانتقلت المباراة إلى ركلات الترجيح. لم يخطئ أول 5 لاعبين مخصصين من كل فريق هدفهم، بينما تم صد ركلة دينامو أوليكساندر كارافاييف من علامة 11 مترًا بواسطة حارس مرمى شاختار، دميتري ريزنيك، مما منح الفوز في ركلات الترجيح والمباراة بشكل عام.

### التفاصيل
| شاختار دونيتسك | 1–1 (ب.و.إ.) | دينامو كييف |
| --- | ------------ | --- |
| - كاوا إلياس [الإنجليزية] 64'                                                                                             | Report       | - أندري يارمولينكو 43' |
| ركلات الترجيح |              | |
| - إيهور نازاريان - أليسون سانتانا [الإنجليزية] - كيفن [الإنجليزية] - كاوا إلياس [الإنجليزية] - علاء غرام - دميترو كريسكيف | 6–5          | - فلاديسلاف فانات [الإنجليزية] - فلوديمير برازشكو [الإنجليزية] - كوستانتين فيفشارينكو [الإنجليزية] - ميكولا ميخايلينكو [الإنجليزية] - أوليكساندر بيخالونيوك [الإنجليزية] - ألكسندر كارافاييف |

| «شاختار» · دونيتسك | «دينامو» · كييف |

| «شاختار»:                  |    |                              |         |
|                            |    |                              |         |
| GK                         | 31 | دميترو رزنيك                 |         |
| LB                         | 13 | بيدرينهو [الإنجليزية]        |         |
| CB                         | 22 | ميكولا ماتفيينكو (ق)         |         |
| CB                         | 5  | فاليري بوندار                |         |
| RB                         | 17 | فينيسيوس توبياس              | 102'    |
| DM                         | 6  | مارلون غوميس [الإنجليزية]    | 53' 62' |
| CM                         | 10 | هيورهي سوداكوف               | 90'     |
| CM                         | 21 | أرتيم بوندارينكو             | 62'     |
| LW                         | 11 | كيفين [الإنجليزية]           |         |
| ST                         | 7  | إغوينالدو [الإنجليزية]       | 34' 46' |
| RW                         | 38 | بيدرو فيكتور                 | 62'     |
| البدلاء:                   |    |                              |         |
| GK                         | 23 | كيريل فيسيون [الإنجليزية]    |         |
| FW                         | 2  | لاسينا تراوري                |         |
| MF                         | 8  | دميترو كريسكيف               | 62'     |
| MF                         | 9  | ماريان شيفد                  |         |
| DF                         | 16 | إيراكلي أزاروفي [الإنجليزية] |         |
| DF                         | 18 | علاء غرام                    | 102'    |
| FW                         | 19 | كاوا إلياس [الإنجليزية]      | 46'     |
| MF                         | 24 | فيكتور تسوكانوف [الإنجليزية] | 90'     |
| MF                         | 29 | إيهور نازاريان               | 62'     |
| MF                         | 30 | أليسون سانتانا [الإنجليزية]  | 62'     |
| MF                         | 39 | نيويرتون [الإنجليزية]        |         |
| DF                         | 74 | ماريان فارينا [الإنجليزية]   |         |
| المدرب:                    |    |                              |         |
| مارينو بوسيتش [الإنجليزية] |    |                              |         |

| «دينامو»:          |    |                                    |          |
|                    |    |                                    |          |
| GK                 | 35 | روسلان نيشيريت [الإنجليزية]        |          |
| LB                 | 44 | فلاديسلاف دوبينتشاك [الإنجليزية]   | 97' 104' |
| CB                 | 32 | تاراس ميخافكو [الإنجليزية]         | 112'     |
| CB                 | 4  | دينيس بوبوف                        |          |
| RB                 | 18 | أوليكساندر تيمشيك [الإنجليزية]     |          |
| LM                 | 22 | فلاديسلاف كاباوايف                 | 91'      |
| CM                 | 10 | ميكولا شابارينكو                   | 74'      |
| CM                 | 91 | ميكولا ميخايلينكو [الإنجليزية]     |          |
| RM                 | 7  | أندري يارمولينكو                   | 61' 81'  |
| CF                 | 11 | فلاديسلاف فانات [الإنجليزية]       | 53'      |
| CF                 | 29 | فيتالي بويالسكي (ق)                | 81'      |
| البدلاء:           |    |                                    |          |
| GK                 | 1  | فالنتين مورغون [الإنجليزية]        |          |
| DF                 | 2  | كوستيانتين فيفشارينكو [الإنجليزية] | 104'     |
| MF                 | 6  | فولوديمير براجكو [الإنجليزية]      | 74'      |
| MF                 | 9  | نزار فولوشين [الإنجليزية]          | 81'      |
| MF                 | 15 | فالنتين روبشينسكي [الإنجليزية]     |          |
| MF                 | 20 | ألكسندر كارافاييف                  | 91'      |
| DF                 | 25 | ماكسيم دياتشوك [الإنجليزية]        |          |
| FW                 | 39 | إيدواردو غيريرو                    |          |
| DF                 | 40 | كريستيان بيلوفار [الإنجليزية]      | 112'     |
| MF                 | 45 | ماكسيم برهارو [الإنجليزية]         |          |
| MF                 | 76 | أوليكساندر بيخاليوك [الإنجليزية]   | 81'      |
| FW                 | 99 | ماتفي بونومارينكو [الإنجليزية]     |          |
| المدرب:            |    |                                    |          |
| أولكسندر شوفكوفسكي |    |                                    |          |

| حكام المباراة - مساعدو الحكام: - أوليكساندر بيركوت (سومي) - دميترو زابوروجينكو (زابوريزهيا) - الحكم الرابع: دميترو بانتشيشين (خاركيف) - مساعد حكم إضافي: فولوديمير دومينكو (خاركيف) - مشرف التحكيم: إيهور خيبلين (خملنيتسكي). - حكم الفيديو – دينيس شورمان (منطقة كييف) - مساعد حكم الفيديو – أوليكسي ديريفينسكي (خميلنيتسكي) - مشرف حكم الفيديو – أناتولي عبد الله ‏ (خاركيف). - مندوب الاتحاد الأوكراني لكرة القدم – هريهوري سيمونوف (كييف). | أبرز ما جاء في التنظيم - 90 دقيقة. - 30 دقيقة من الوقت الإضافي إذا لزم الأمر. - ركلات الترجيح إذا لزم الأمر. - 12 لاعبًا للتبديل. - 5 تبديلات كحد أقصى في كل مباراة (+1 في حالة الوقت الإضافي). |

## وصلات خارجية
- كأس أوكرانيا . الاتحاد الأوروبي لكرة القدم
- النتائج الرسمية . uaf.ua (باللغة الأوكرانية)